# Uchod velikovo starca
Uchod velikovo starca (Уход великого старца) è un film del 1912 diretto da Jakov Aleksandrovič Protazanov e Elizaveta Timan.

## Trama
Un gruppo di contadini si reca da Lev Tolstoj e da sua moglie, per chiedere un po' di terra. Tolstoj deve spiegargli che è sua moglie ad avere l'autorità sui loro possedimenti terrieri, e che non li aiuterà.
Colpito dalla loro reazione negativa nei suoi confronti, Tolstoj si preoccupa sempre più dei problemi dei poveri. Questo porta ad una serie di conflitti con la moglie, e poi a un profondo sconforto, mentre il noto scrittore continua invano a cercare risposte alle sofferenze che vede.